# Murtosa
Murtosa is een gemeente in het Portugese district Aveiro.
De gemeente heeft een totale oppervlakte van 73 km² en telde 9458 inwoners in 2001.

## Plaatsen in de gemeente
- Bunheiro
- Monte
- Murtosa
- Torreira